# Los bandos de Villafrita
Los bandos de Villafrita es una zarzuela en un acto con música de Manuel Fernández Caballero y libreto de Eduardo Navarro Gonzalvo. Se estrenó el 5 de agosto de 1884 en el Teatro Recoletos de Madrid. Tuvo más de trescientas representaciones consecutivas, una cifra nada usual en la época.
En ella participaron la tiple Antonia García, el barítono José Sigler y Salvador Videgain Gómez. Tenía componente de crítica política y en ella se parodiaba a Raimundo Fernández Villaverde —futuro presidente del Consejo de Ministros y por aquel entonces gobernador civil de Madrid—, además de aparecer mencionadas personalidades como Emilio Castelar, Práxedes Mateo Sagasta, Romero Robledo, Manuel Ruiz Zorrilla o Cristino Martos. Francisco Navarro Ledesma afirmaría que Los bandos de Villafrita «pertenecía a ese tipo de obras tan aplaudidas por la gente popular y tan odiadas por algunos pedantes».